# مسیه ۴
مسیه ۴(به انگلیسی: Messier 4) یا ان‌جی‌سی ۶۱۲۱ یک خوشه ستاره‌ای کروی در صورت فلکی کژدم است که فاصله آن از زمین هفت هزار سال نوری و قدر ظاهری آن ۷.۵ است.